# Statue-menhir du Puech de Cabanettes
La statue-menhir du Puech de Cabanettes est une statue-menhir appartenant au groupe rouergat découverte à Curvalle, dans le département du Tarn en France.

## Description
Elle a été découverte en 1950 par M. Louis Maffre lors d'un labour sur une ligne de crêtes non loin du sommet du Puech de Cabanettes. Mise de côté, elle n'a été identifiée qu'en 1985 par Lucien Malet. Elle a été sculptée sur une dalle de grès permien importé mesurant 0,96 m de hauteur sur 0,48 m de largeur et 0,13 m. Les surfaces ont été régularisées et le sommet est arrondi en anse de panier.
C'est une statue féminine. La statue est complète mais la face antérieure a été très endommagée par les chocs répétés avec des instruments aratoires, la statue étant enterrée dos à terre : il ne demeure qu'un œil, le bras et la main droite, la jambe et le pied droit sont complets, la jambe gauche est incomplète. Au dos, les sculptures sont en meilleur état : les crochets-omoplates et la chevelure en natte sont visibles. Le personnage porte un collier à quatre rangs et une ceinture double.
La statue est conservée au musée communal de Miolles depuis 2020, à la suite d'un don à la commune de la part de son précédent propriétaire.